# Aaron Pauley
Aaron Charles Pauley (nacido el 4 de agosto de 1988) es un vocalista, músico y compositor estadounidense conocido por ser el vocalista principal y bajista de la banda de metalcore estadounidense Of Mice & Men y vocalista principal de Jamie's Elsewhere. También fue anteriormente el vocalista principal de Razing Alexandria.

## Biografía
Pauley creció en Vacaville junto con sus padres Randy y Kellie Pauley, y su hermano menor, Samuel. Desarrolló un interés en la música a una edad temprana y comenzó a tocar la guitarra a los ocho años, y comenzó a tocar el bajo a los 11. Pauley se unió a su primera banda, Menace to Society, a los 13 años. Se graduó de la preparatoria Vacaville. en 2006. Dos años después, se unió a Jamie's Elsewhere, con sede en Sacramento, como vocalista y grabó dos álbumes con ellos. Se unió a Of Mice & Men en 2012.
Pauley vive actualmente en Huntington Beach con su prometida Amanda Bouffard y su Boston Terrier, Daisy.

## Discografía

### Con Jamie's Elsewhere
- 2010: They Said a Storm Was Coming
- 2012: Reimagined (EP)

### Con Of Mice and Men
- 2014: Restoring Force
- 2016: Cold World
- 2018: Defy
- 2019: Earthandsky
- 2021: Echo
- 2023: Tether